# Pro Patria et Libertate Unione degli Sports Bustesi 1927-1928
Questa voce raccoglie le informazioni riguardanti la Pro Patria et Libertate nelle competizioni ufficiali della stagione 1927-1928.

## Stagione
Sono due le grandi novità in casa bustocca nella stagione 1927-1928. La prima è l'approdo alla Divisione Nazionale, alla massima serie del tempo che tra un paio di stagioni si chiamerà Serie A, una rincorsa durata una decina di anni, con le ultime due stagioni entusiasmanti, culminate con la promozione del maggio scorso. La seconda novità è l'utilizzo del nuovo Stadio Comunale arrivato puntuale con l'inizio dell'avventura nelle alte sfere del calcio, che sostituisce il vecchio Stadium di via Valle Olona.
Dopo cinque stagioni consecutive se ne va il giocatore allenatore ungherese Andreas Kuttik, sostituito dal presidente Carlo Marcora con un altro allenatore magiaro Imre János Bekey, ben coadiuvato dal preparatore atletico Carlo Speroni pluridecorato mezzofondista e maratoneta. Continua la maturazione calcistica di Carlo Reguzzoni che al suo esordio in Divisione Nazionale realizza dieci reti, ben spalleggiato da Eugenio Tognazzi con cinque centri, e dall'attaccante Andrea Gregar arrivato dal Padova. Un altro giovane interessante arriva in prima squadra, si tratta del centromediano Aldo Borsani che con Mario Varglien e Nicolò Giacchetti, forma una linea mediana difficilmente superabile.

## Divise
| Prima divisa |

## Organigramma societario
Area direttiva
- Presidente: Carlo Marcora
- Vice presidente: Giuseppe Rossi
- Consiglieri: Carlo Rossi, Agostino Marcora, Enrico Bottigelli, Riccardo Bottigelli, Pio Garavaglia, Carlo Caimi, Silvio Venzaghi

Area tecnica
- Direttore tecnico: Carlo Caimi
- Allenatore: Imre János Bekey
- Preparatore atletico: Carlo Speroni

## Rosa
| N. |                   | Ruolo | Calciatore          |
| -- | ----------------- | ----- | ------------------- |
|    | Italia (bandiera) | P     | Giuseppe Raimondi   |
|    | Italia (bandiera) | P     | Rosalindo Salerio   |
|    | Italia (bandiera) | D     | Aldo Borsani        |
|    | Italia (bandiera) | D     | Attilio Fizzotti    |
|    | Italia (bandiera) | D     | Attilio Marcora     |
|    | Italia (bandiera) | C     | Rinaldo Piazzalunga |
|    | Italia (bandiera) | C     | Giuseppe Azzimonti  |
|    | Italia (bandiera) | C     | Nicolò Giacchetti   |
|    | Italia (bandiera) | C     | Angelo Giani        |
|    | Italia (bandiera) | C     | Pio Mara            |

| N. |                   | Ruolo | Calciatore         |
| -- | ----------------- | ----- | ------------------ |
|    | Italia (bandiera) | C     | Eugenio Tognazzi   |
|    | Italia (bandiera) | C     | Mario Varglien     |
|    | Italia (bandiera) | C     | Giovanni Colombo I |
|    | Italia (bandiera) | A     | Carlo Colombo II   |
|    | Italia (bandiera) | A     | Bassani            |
|    | Italia (bandiera) | A     | Valentino Crosta   |
|    | Italia (bandiera) | A     | Andrea Gregar      |
|    | Italia (bandiera) | A     | Carlo Reguzzoni    |
|    | Italia (bandiera) | A     | Carlo Villa        |
|    | Italia (bandiera) | A     | Stefano Visca      |

## Risultati

### Divisione Nazionale

#### Girone di andata
| Arbitro: | Asei Conte (Vercelli) |

|               |           |                 |
| A. Busini 15’ | Marcatori | 84’ M. Varglien |

| 2 ottobre 1927 2ª giornata |  | – Turno di riposo Pro Patria |  |  |

| Arbitro: | Barlassina (Novara) |

|              |           |             |
| Tognazzi 37’ | Marcatori | 15’ Savelli |

| Arbitro: | Casetta (Milano) |

|                           |           |                                  |
| Mandosso 17’ Cambiaso 41’ | Marcatori | 14’, 50’ Reguzzoni 77’ A. Gregar |

| Arbitro: | Carraro (Padova) |

|               |           |            |
| V. Crosta 79’ | Marcatori | 16’ Roggia |

| Arbitro: | Osti (Ferrara) |

|                             |           |                             |
| Gabba 1’, 62’ Albertoni 59’ | Marcatori | 30’ V. Crosta 64’ A. Gregar |

| Arbitro: | Malagodi (Ferrara) |

|                                                          |           |                   |
| Bonivento 21’, 73’ Munerati 23’ 49’ L. Cevenini 63’, 76’ | Marcatori | 29’, 90’ Tognazzi |

| Arbitro: | Enrietti (Torino) |

|              |           |                      |
| Tognazzi 70’ | Marcatori | 34’ Mazzoni 62’ Rier |

| Arbitro: | Beretta (Novi Ligure) |

|  |           |                               |
|  | Marcatori | 8’, 81’ Bussich 42’ Fasanelli |

| Arbitro: | Mastellari (Bologna) |

|                         |           |                     |
| Morandi 50’ Tommasi 81’ | Marcatori | 49’ (aut.) Pansetti |

| Arbitro: | Sguerso (Savona) |

|                           |           |  |
| Azzimonti 50’ Borsani 72’ | Marcatori |  |

#### Girone di ritorno
| Arbitro: | Garbieri (Genova) |

|              |           |              |
| Tognazzi 85’ | Marcatori | 11’ Schiavio |

| 25 dicembre 1927 13ª giornata |  | – Turno di riposo Pro Patria |  |  |

| Arbitro: | Turbiani (Ferrara) |

|                                                     |           |                                    |
| Meazza 17’, 41’ Zanotto 54’ Savelli 70’ Rivolta 88’ | Marcatori | 75’ Reguzzoni 77’ (rig.) Azzimonti |

| Arbitro: | Mattea (Casale Monferrato) |

|              |           |  |
| Fizzotti 86’ | Marcatori |  |

| Arbitro: | Malagodi (Ferrara) |

|            |           |  |
| Crotti 18’ | Marcatori |  |

| Arbitro: | Turbiani (Ferrara) |

|                            |           |  |
| Fizzotti 37’ Reguzzoni 43’ | Marcatori |  |

| Arbitro: | Dani (Genova) |

|                            |           |               |
| Reguzzoni 5’ A. Gregar 81’ | Marcatori | 52’ Bonivento |

| Arbitro: | Bellini (Padova) |

|               |           |                            |
| Piccaluga 34’ | Marcatori | 21’ Varglien 63’ Reguzzoni |

| Arbitro: | Osti (Ferrara) |

|  |           |               |
|  | Marcatori | 52’ Reguzzoni |

| Arbitro: | Montessoro (Torino) |

|                                        |           |  |
| Reguzzoni 17’, 83’, 89’ C. Colombo 82’ | Marcatori |  |

| Arbitro: | Sguerso (Savona) |

|                                                 |           |                     |
| Silvestri 18’ Magnozzi 36’, 73’ Pignattelli 44’ | Marcatori | 39’ (aut.) Guerrini |